# Abessintrast
Abessintrast (Turdus abyssinicus) är en fågel i familjen trastar inom ordningen tättingar.

## Utseende och läte
Abessintrasten är en mörk trast med grått på huvud och ovansida, medan buken är roströd. Färgtonen varierar geografiskt både ovan och under, där en underart i norra Tanzania nästan helt saknar rostrött undertill. Näbben är gulorange och runt ögat syns en likfärgad ring. Arten liknar aftontrasten, men ses på högre höjd och är mörkare överlag, med mörkare orangegul näbb. Sången består av en vacker och varierad serie med pratiga visslingar och drillar, åtskilda av flera pauser.

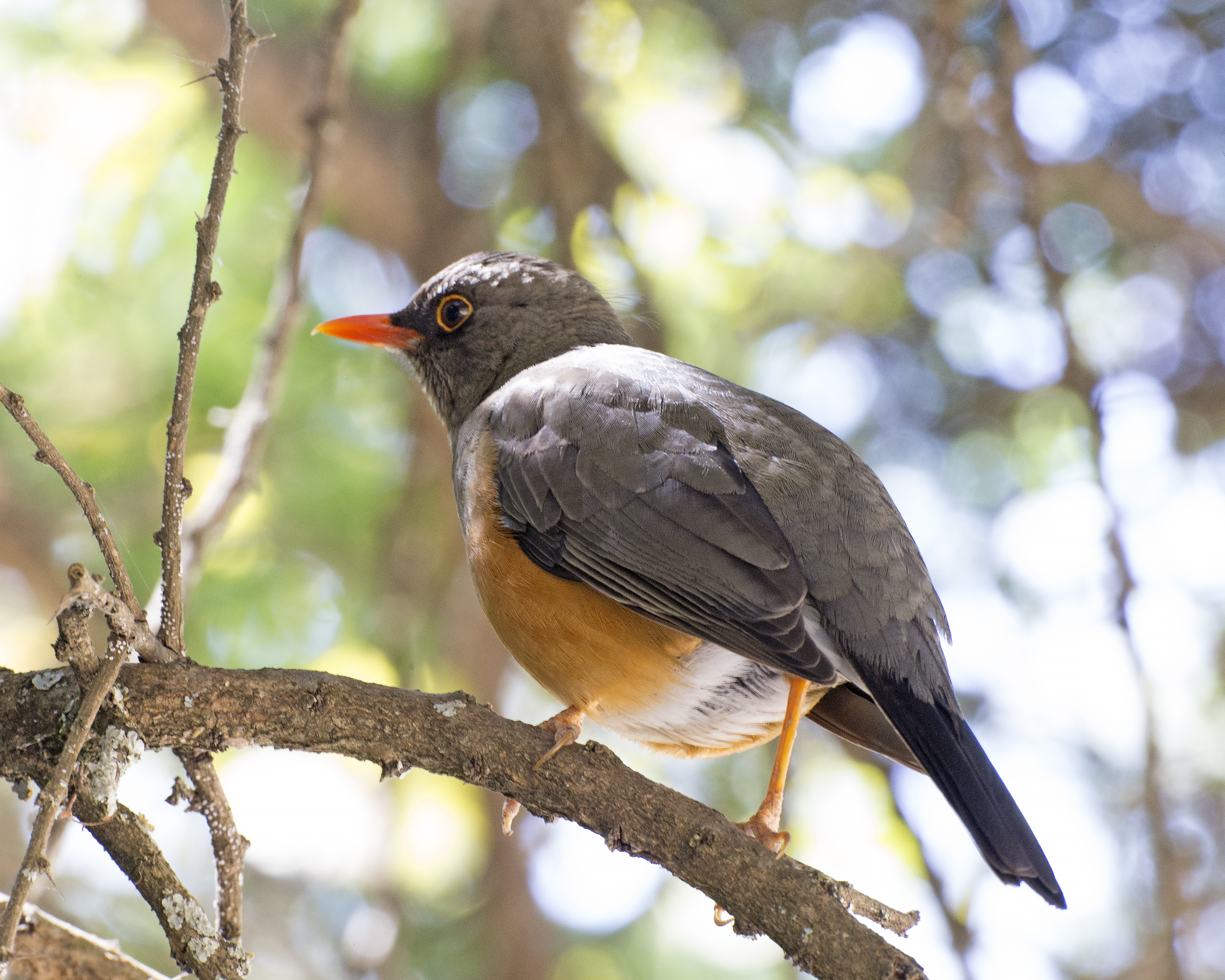

## Utbredning och systematik
Abessintrast delas in i sex underarter i två grupper med följande utbredning:
- Turdus abyssinicus oldeani – bergsområden i norra och centrala Tanzania
- abyssinicus-gruppen
  - Turdus abyssinicus deckeni – norra Tanzania (i ett område från orterna Longido och Ketumbeine till berget Kilimanjaro)
  - Turdus abyssinicus abyssinicus – Eritrea, Etiopien, sydöstra Sydsudan, norra Uganda, Kenya och norra Tanzania
  - Turdus abyssinicus baraka – bergskedjan Rwenzori på gränsen mellan nordöstra Demokratiska republiken Kongo och sydvästra Uganda
  - Turdus abyssinicus bambusicola – Burundis högland, Rwanda, sydvästra Uganda, nordvästra Tanzania och Demokratiska republiken Kongo
  - Turdus abyssinicus nyikae – bergskedjorna Nguru och Uluguru i Tanzania, i norra Malawi och i nordöstra Zambia

Tidigare betraktades den som en del av olivtrast (T. olivaceus). 

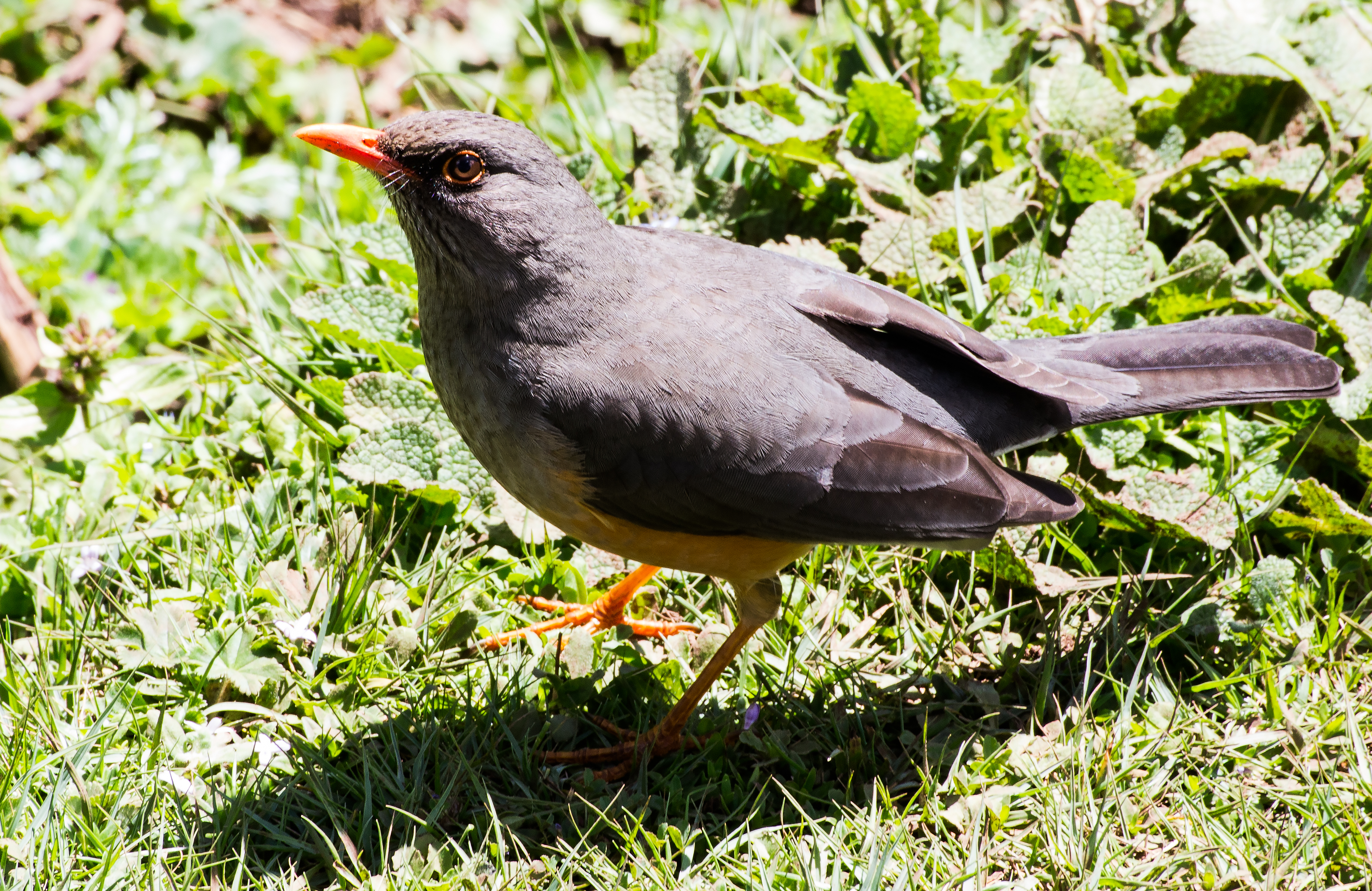
Underarten abyssinicus.

## Levnadssätt
Abessintrasten är ofta en vanlig fågel i olika bergsmiljöer, som skogar, hedar och även trädgårdar. Den ses vanligen på eller nära marken där den hoppar fram för att söka föda.

## Status
Arten har ett stort utbredningsområde och internationella naturvårdsunionen IUCN kategoriserar arten som livskraftig. Beståndsutvecklingen är dock oklar.